# Comuna Markivți, Tîsmenîțea
Markivți (în ucraineană Марківці) este o comună în raionul Tîsmenîțea, regiunea Ivano-Frankivsk, Ucraina, formată din satele Markivți (reședința) și Odaii.

## Demografie
Componența lingvistică a comunei Markivți
     Ucraineană (99,75%)
     Alte limbi (0,18%)
Conform recensământului din 2001, majoritatea populației comunei Markivți era vorbitoare de ucraineană (99,75%), existând în minoritate și vorbitori de alte limbi.